# Weltklasse Zürich

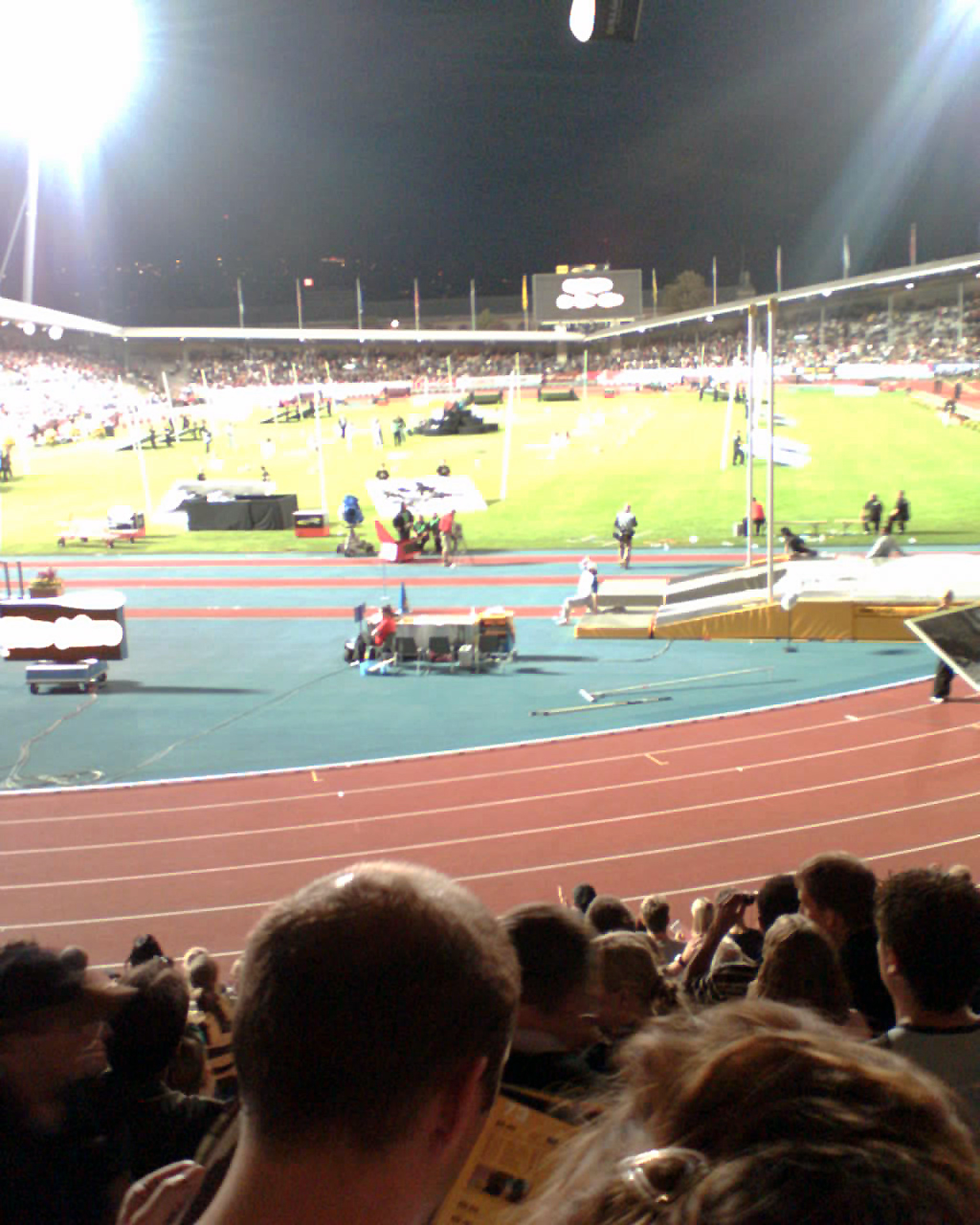
Abschiedsfeierlichkeiten vom alten Letzigrund-Stadion am Schluss des Meetings 2006

Weltklasse Zürich ist eine Leichtathletik-Veranstaltung, die jedes Jahr im Sommer im Letzigrund-Stadion in Zürich ausgetragen wird. Sie gehörte bis 2009 zur Serie der IAAF Golden League, die danach durch die Diamond League ersetzt worden ist. Zürich ist seither regelmässig Austragungsort der Finalveranstaltung der Serie. 2020 sollte erneut die Abschlussveranstaltung im Stadion Letzigrund stattfinden, musste aber wegen der Covid-19-Pandemie abgesagt werden. Ersatzweise wurde ein Fernwettkampf names Weltklasse Zürich Inspiration Games ausgetragen.
Zürich ist im Jahr 2025 erneut als Austragungsort des Finals der Wanda Diamond League vorgesehen: Am 27. August 2025 findet ein City-Event auf dem Sechseläutenplatz statt, am 28. August 2025 das Hauptmeeting im Stadion Letzigrund. Die Teilnehmenden können sich zuvor an den 14 weiteren Diamond-League-Veranstaltungen auf vier Kontinenten für den Final qualifizieren. Mit einem Budget von gegen zehn Millionen Franken gehört Weltklasse Zürich zu den wichtigsten Events in der Leichtathletik. Jährlich lockt das Ereignis rund 25'000 Fans in das Stadion Letzigrund. Die Wettkämpfe werden in bis zu 135 Ländern auf TV übertragen.
Weltklasse Zürich fand zum ersten Mal am 12. August 1928 statt. Bis zur 80. Austragung im Jahr 2008 wurden am Leichtathletikmeeting 26 Weltrekorde und über 250 Landesrekorde, darunter 58 Schweizer Rekorde, aufgestellt. 2009 folgte der 27. Weltrekord, der erste im neuen Letzigrund-Stadion. Eine deutliche Häufung von Weltrekorden gab es zwischen 1973 und 2009. Vor dieser Zeit gab es an Weltklasse Zürich drei Weltrekorde; seit 2009 wurde kein Weltrekord mehr erreicht.
Organisator des Events ist der Verein für Grossveranstaltungen des Leichtathletik-Club Zürich (VfG/LCZ), der von Mitgliedern des LC Zürich gegründet wurde. Seit 2014 führen Christoph Joho und Andreas Hediger als Co-Direktoren die Organisation. Christoph Joho verantwortet Marketing, Sponsoring, Kommunikation, Ticketing und Gästebetreuung. Andreas Hediger kümmert sich um die sportlichen und technischen Bereiche, unter anderem Athletenmanagement, Wettkampfprogramm und Logistik.
Weltklasse Zürich organisiert verschiedene Nachwuchsförderungsprogramme wie den UBS Kids Cup, "Jugend trainiert mit Weltklasse" und die neu lancierte "Weltklasse Zürich Extrameile" für Schulen.

## Geschichte
1928: Am 12. August 1928 findet das erste „Internationale“ auf dem Letzigrund statt. 3000 Zuschauer jubeln dem neunfachen Olympiasieger Paavo Nurmi zu, der den 5000-Meter-Lauf in 15:18,3 Minuten gewinnt. Den ersten Schweizer Rekord stellt der Bieler Hans Schneider über 400 Meter Hürden in 56,4 Sekunden auf.
1949: Der erste Weltrekord im Letzigrund wird nachträglich annulliert, da die Kugel, mit der James Fuchs eine Rekordweite von 17,96 Meter erzielt hatte, als etwas zu leicht befunden wurde. Die 13'000 Zuschauer sehen nicht nur zwei Olympiasieger und zwei Weltrekordhalter, sondern auch ein Fussballspiel der Young Fellows gegen den 1. FC Nürnberg.
1958: Das erste Meeting im neuen, für 23'000 Zuschauer konzipierten Stadion Letzigrund mit sechs Rundbahnen findet in strömendem Gewitterregen statt.
1959: Erstmals findet das Meeting am 7. Juli 1959 unter dem Namen „Weltklasse Zürich“ statt. Vor 10'842 Zuschauern stellt der 22-jährige Kölner Martin Lauer die ersten beiden Weltrekorde in der Geschichte des Zürcher Leichtathletik-Meetings auf. In 13,2 Sekunden zuerst über 110 Meter Hürden, zwei Stunden später läuft er über 200 Meter Hürden in 22,5 Sekunden eine weitere Bestmarke.
1960: Der deutsche Armin Hary läuft am 21. Juni 1960 als erster Mensch die 100 Meter in 10,0 Sekunden. Weil der erste Lauf annulliert wurde, musste der 23-jährige Deutsche noch einmal antreten – und lief erneut 10,0 Sekunden. Der erste von bis heute drei Zürcher Weltrekorden auf der prestigeträchtigen 100-Meter-Strecke war Tatsache.
1965: Erstmals sind Frauen bei Weltklasse Zürich mit dabei. Im Rennen über 80 Meter Hürden egalisiert die 16-jährige Meta Antenen mit 11,4 Sekunden den Schweizer Rekord.
1968: Das erste Meeting auf der neuen Tartanbahn: Im Letzigrund wurde die erste Kunststoffbahn Europas eingebaut.
1969: Der Lausanner Sprinter Philippe Clerc läuft in 20,3 Sekunden einen Europarekord über 200 Meter.
1974: Das erste Meeting mit elektronischer Zeitmessung und die erste TV-Liveübertragung durch SF DRS.
1975: Erstmals wird die Marke von 20'000 Zuschauern übertroffen: Weltklasse Zürich findet vor der Rekordkulisse von 21'700 Zuschauern statt.
1981: Zwei Weltrekorde an einem Abend: Renaldo Nehemiah durchbricht mit 12,93 Sekunden über 110 Meter Hürden eine „Schallmauer“ und Sebastian Coe läuft die Meile in der neuen Rekordzeit von 3:48,53 Minuten. Zum ersten Mal in der Geschichte unterbricht die BBC dafür die Abendnachrichten und schaltet sich direkt in das Rennen von Coe ein.
1981: Die SBG (heutige UBS) steigt als Hauptsponsor ein. Das Meeting verzeichnet mit 24'844 Personen eine neue Rekordzuschauerzahl.
1983: Das Budget von Weltklasse Zürich übersteigt erstmals eine Million Franken.
1985: Der Schweizer Pierre Délèze schafft die Sensation und schlägt über 1500 Meter den grossen Sebastian Coe.
1988: Harry „Butch“ Reynolds verbessert den 20 Jahre alten 400-Meter-Weltrekord um ganze 0,57 Sekunden auf 43,29 Sekunden. Carl Lewis gewinnt das 100-Meter-Duell gegen Ben Johnson. Die 9,93 Sekunden werden ein Jahr später nach dem Dopingfall Johnson zum Weltrekord aufgewertet.
1990 Anita Protti gewinnt das Rennen über 400 Meter Hürden.
1992: Publikumsliebling Carl Lewis feiert über 100 Meter in 10,07 Sekunden seinen sechsten und letzten Sieg in Zürich.
1994: 5,3 Liter Regen pro Quadratmeter innert einer Stunde zwischen 20:40 und 21:40 Uhr sorgen für sintflutartige Verhältnisse im Letzigrund.
1995: Erstmals seit 14 Jahren gibt es zwei Weltrekorde am selben Abend. Moses Kiptanui durchbricht als erster die 8-Minuten-Marke über 3000 Meter Steeple, wenig später verliert Kiptanui seinen 5000-Meter-Weltrekord an Haile Gebrselassie.
1997: Ein Weltrekordabend wie noch nie: Wilson Kipketer (800 Meter), Wilson Boit Kipketer (3000 Meter Steeple) und Haile Gebrselassie (5000 Meter) laufen die Weltrekorde Nummer 21 bis 23. Zudem stellen Marcel Schelbert (400 Meter Hürden) und Anita Weyermann (3000 Meter) Schweizer sowie Dieter Baumann (5000 Meter) deutsche Rekorde auf.
2000: Nach sechs Jahren gibt es wieder einen Schweizer Sieger: André Bucher gewinnt das 800-Meter-Rennen.
2001: André Bucher kehrt als erster Schweizer Weltmeister einer Laufdisziplin in den Letzigrund zurück und feiert mit neuem Schweizer Rekord seinen zweiten Heimsieg in Folge.
2006: Das alte Letzigrund-Stadion erlebt seinen 24. und letzten Weltrekord – dieses Mal über die 100-Meter-Strecke: Asafa Powell egalisiert seine Bestmarke von 9,77 Sekunden. Unmittelbar nach dem Meeting fahren die Bagger auf.
2007: Nur ein Jahr nach dem Abriss des alten Stadions findet im neuen Leichtathletik-Tempel die Eröffnung des Letzigrund-Stadions statt. Das Meeting war innert weniger Stunden ausverkauft und findet vor der Rekordkulisse von über 26'000 Zuschauern statt.
2008: Usain Bolt, der dreifache Weltrekordhalter von den Olympischen Spielen in Peking, bestreitet sein erstes Rennen nach Olympia. Bolt feiert einen ungefährdeten Sieg.
2009: Stabhochspringerin Jelena Issinbajewa springt mit 5,06 Meter den 25. Weltrekord in der Geschichte von Weltklasse Zürich. Die Russin stellt damit sogar Superstar Usain Bolt, der für eine Autogrammstunde am Tag vor dem Meeting bereits 5000 Fans in den Zürcher Hauptbahnhof lockte, in den Schatten. Die Schweizer 4-mal-100-Meter-Staffel (Mancini, Schneeberger, Schenkel, Cribari) pulverisiert in 38,78 Sekunden ihren eigenen Schweizer Rekord und der 14-fache Paralympics-Sieger Heinz Frei beendet vor dem Heimpublikum seine Bahn-Karriere in einem 3000-Meter-Rollstuhlrennen.
2010: Es ist das Meeting der Schweizerinnen: Hürdenläuferin Lisa Urech läuft auf den ausgezeichneten vierten Rang und Weitspringerin Irene Pusterla springt auf den dritten Platz. Auch die 4-mal-100-Meter-Staffel vermag das Publikum am Schluss des Abends erneut zu begeistern. Eine Jahresweltbestleistung erzielte Jeremy Wariner über 400 Meter.
2014: Zehn Tage nach dem Ende der im Letzigrund stattfindenden Leichtathletik-Europameisterschaften wird das Weltklasse-Meeting durchgeführt.
2015: Es gewinnt zum ersten Mal seit 2001 wieder ein Schweizer einen Wettkampf im Hauptprogramm: Der amtierende Europameister Kariem Hussein gewinnt über 400 Meter Hürden.
2020: 2020 musste die Veranstaltung wegen der Covid-19-Pandemie als Diamond-League-Bestandteil abgesagt werden, ersatzweise wurde als Weltklasse Zürich Inspiration Games ein Fernwettkampf auf Weltniveau durchgeführt. Inspiriert durch den OneMillionRun Ende Mai, bei dem schweizweit über eine Million Laufkilometer während 48 Stunden gezählt wurden, entwickelten die Organisatoren als zweiten Teil der Weltklasse Zürich Inspiration Series gemeinsam mit dem Leichtathletikweltverband World Athletics und der Wanda Diamond League die Inspiration Games.

## Weltrekorde
| Weltrekorde (nur olympische Disziplinen) | Weltrekorde (nur olympische Disziplinen)                                  | Weltrekorde (nur olympische Disziplinen) | Weltrekorde (nur olympische Disziplinen) |
| ---------------------------------------- | ------------------------------------------------------------------------- | ---------------------------------------- | ---------------------------------------- |
| Datum                                    | Athlet                                                                    | Disziplin                                | Leistung                                 |
| 7. Juli 1959                             | Martin Lauer (Deutschland)                                                | 110 m Hürden                             | 13,2 s                                   |
| 21. Juni 1960                            | Armin Hary (Deutschland)                                                  | 100 m                                    | 10,0 s                                   |
| 4. Juli 1969                             | Willie Davenport (USA)                                                    | 110 m Hürden                             | 13,2 s                                   |
| 6. Juli 1973                             | Rod Milburn (USA)                                                         | 110 m Hürden                             | 13,1 s                                   |
| 20. August 1975                          | Faina Melnik (UdSSR)                                                      | Diskuswurf                               | 70,2 m                                   |
| 15. August 1979                          | Sebastian Coe (Großbritannien)                                            | 1500 m                                   | 3:32,03 min                              |
| 13. August 1980                          | Tatjana Kasankina (UdSSR)                                                 | 1500 m                                   | 3:52,47 min                              |
| 19. August 1981                          | Renaldo Nehemiah (USA)                                                    | 110 m Hürden                             | 12,93 s                                  |
| 22. August 1984                          | Evelyn Ashford (USA)                                                      | 100 m                                    | 10,76 s                                  |
| 17. August 1988                          | Butch Reynolds (USA) Carl Lewis (USA)                                     | 400 m 100 m                              | 43,29 s 9,93 s                           |
| 16. August 1989                          | Roger Kingdom (USA)                                                       | 110 m Hürden                             | 12,92 s                                  |
| 7. August 1991                           | Marsh/Burrell/Mitchell/Lewis (USA)                                        | 4 × 100-m-Staffel                        | 37,67 s                                  |
| 19. August 1992                          | Moses Kiptanui (KEN)                                                      | 3000 m Hindernis                         | 8:02,08 min                              |
| 16. August 1995                          | Moses Kiptanui (KEN) Haile Gebrselassie (ETH)                             | 3000 m Hindernis 5000 m                  | 7:59,18 min 12:44,39 min                 |
| 13. August 1997                          | Wilson Boit Kipketer (KEN) Wilson Kipketer (DEN) Haile Gebrselassie (ETH) | 3000 m Hindernis 800 m 5000 m            | 7:59,08 min 1:41,24 s 12:41,86 min       |
| 18. August 2006                          | Asafa Powell (JAM)                                                        | 100 m                                    | 9,77 s                                   |
| 28. August 2009                          | Jelena Issinbajewa (RUS)                                                  | Stabhochsprung                           | 5,06 m                                   |

Zu den nichtolympischen Weltrekorden zählen diverse im Meilenlauf, so von Sebastian Coe aus dem Jahr 1981, von Mary Slaney im Jahr 1985 und von Svetlana Masterkova 1996. Martin Lauer brach 1959 nicht nur den Weltrekord über 110 Meter Hürden, sondern auch über 120 Yards Hürden und über 200 Meter Hürden mit Kurve.

## Wettkampfbestleistungen

### Männer
| Art               | Rekord                | Athlet                                                | Herkunft           | Datum             | Nachweis      |
| ----------------- | --------------------- | ----------------------------------------------------- | ------------------ | ----------------- | ------------- |
| 100 m             | 9,76 (+1,4 m/s)       | Yohan Blake                                           | Jamaika            | 30. August 2012   | [ 21 ] [ 22 ] |
| 200 m             | 19,52 (−0,6 m/s)      | Noah Lyles                                            | Vereinigte Staaten | 8. September 2022 |               |
| 400 m             | 43,29                 | Harry ("Butch") Reynolds                              | Vereinigte Staaten | 17. August 1988   |               |
| 800 m             | 1:41,24               | Wilson Kipketer                                       | Dänemark           | 13. August 1997   |               |
| 1500 m            | 3:26,45               | Hicham El Guerrouj                                    | Marokko            | 12. August 1998   |               |
| 1 Meile           | 3:45,19               | Noureddine Morceli                                    | Algerien           | 16. August 1995   |               |
| 3000 m            | 7:32,54               | Saïd Aouita                                           | Marokko            | 13. August 1986   |               |
| 5000 m            | 12:41,86              | Haile Gebrselassie                                    | Äthiopien          | 13. August 1997   |               |
| 110 m Hürden      | 12,92 (−0,1 m/s)      | Roger Kingdom                                         | Vereinigte Staaten | 16. August 1989   |               |
| 400 m Hürden      | 46,92                 | Karsten Warholm                                       | Norwegen           | 29. August 2019   | [ 23 ]        |
| 3000 m Hindernis  | 7:56,54               | Saif Saeed Shaheen                                    | Katar              | 18. August 2006   |               |
| 3000 m Hindernis  | 7:53,17               | Brahim Boulami                                        | Marokko            | 16. August 2002   |               |
| Hochsprung        | 2,40 m                | Charles Austin                                        | Vereinigte Staaten | 7. August 1991    |               |
| Stabhochsprung    | 6,07 m                | Armand Duplantis                                      | Schweden           | 8. September 2022 |               |
| Weitsprung        | 8,65 m (−0,5 m/s) DLR | Juan Miguel Echevarría                                | Kuba               | 29. August 2019   | [ 24 ]        |
| Dreisprung        | 17,80 m (+0,1 m/s)    | Christian Taylor                                      | Vereinigte Staaten | 1. September 2016 | [ 25 ]        |
| Kugelstoßen       | 23,23 m DLR           | Joe Kovacs                                            | Vereinigte Staaten | 7. September 2022 |               |
| Diskuswurf        | 71,12 m               | Virgilijus Alekna                                     | Litauen            | 11. August 2000   |               |
| Hammerwurf        | 83,24 m               | Andrey Abduvaliyev                                    | Usbekistan         | 17. August 1994   |               |
| Speerwurf         | 92,28 m               | Raymond Hecht                                         | Deutschland        | 14. August 1996   |               |
| 4 × 100-m-Staffel | 37,45                 | Trell Kimmons Wallace Spearmon Tyson Gay Mike Rodgers | Vereinigte Staaten | 19. August 2010   |               |

### Frauen
| Art               | Rekord            | Athlet                                                                   | Herkunft                        | Datum             | Nachweis | Video |
| ----------------- | ----------------- | ------------------------------------------------------------------------ | ------------------------------- | ----------------- | -------- | ----- |
| 100 m             | 10,65 (+0,6 m/s)  | Elaine Thompson-Herah                                                    | Jamaika                         | 9. September 2021 | [ 26 ]   |       |
| 100 m             | 10,65 (−0,8 m/s)  | Shelly-Ann Fraser-Pryce                                                  | Jamaika                         | 8. September 2022 |          |       |
| 200 m             | 21,66 (−1,0 m/s)  | Merlene Ottey                                                            | Jamaika                         | 15. August 1990   |          |       |
| 400 m             | 48,86             | Jarmila Kratochvílová                                                    | Tschechoslowakei                | 18. August 1982   |          |       |
| 800 m             | 1:54,01           | Pamela Jelimo                                                            | Kenia                           | 29. August 2008   |          |       |
| 1000 m            | 2:32,70           | Jolanta Januchta                                                         | Polen                           | 19. August 1981   |          |       |
| 1500 m            | 3:52,47           | Tatyana Kazankina                                                        | Sowjetunion                     | 13. August 1980   |          |       |
| 1 Meile           | 4:12,56           | Svetlana Masterkova                                                      | Russland                        | 14. August 1996   |          |       |
| 3000 m            | 8:22,34           | Almaz Ayana                                                              | Äthiopien                       | 3. September 2015 | [ 27 ]   |       |
| 5000 m            | 14:09,52          | Beatrice Chebet                                                          | Kenia                           | 5. September 2024 |          |       |
| 110 m Hürden      | 12,39 (−0,7 m/s)  | Gail Devers                                                              | Vereinigte Staaten              | 11. August 2000   |          |       |
| 400 m Hürden      | 52,80             | Femke Bol                                                                | Niederlande                     | 9. September 2021 | [ 28 ]   |       |
| 3000 m Hindernis  | 8:55,29           | Ruth Jebet                                                               | Bahrain                         | 24. August 2017   | [ 29 ]   |       |
| Hochsprung        | 2,05 m            | Marija Lassizkene                                                        | Authorised Neutral Athletes     | 8. September 2021 | [ 30 ]   |       |
| Stabhochsprung    | 5,06 m            | Yelena Isinbayeva                                                        | Russland                        | 28. August 2009   |          |       |
| Weitsprung        | 7,39 m (+0,3 m/s) | Heike Drechsler                                                          | Deutsche Demokratische Republik | 21. August 1985   |          |       |
| Dreisprung        | 15,48 m (0,3 m/s) | Yulimar Rojas                                                            | Venezuela                       | 9. September 2021 | [ 31 ]   |       |
| Kugelstoßen       | 20,98 m           | Valerie Adams                                                            | Neuseeland                      | 28. August 2013   | [ 33 ]   |       |
| Diskuswurf        | 70,20 m           | Faina Melnik                                                             | Sowjetunion                     | 20. August 1975   |          |       |
| Speerwurf         | 69,57 m           | Christina Obergföll                                                      | Deutschland                     | 8. September 2011 | [ 34 ]   |       |
| 4 × 100-m-Staffel | 41,60             | Sherone Simpson Natasha Morrison Elaine Thompson Shelly-Ann Fraser-Pryce | Jamaika                         | 3. September 2015 | [ 35 ]   |       |